# Festival Bach en Combrailles
Le Festival Bach en Combrailles est un festival de musique fondé en 1999 par Jean-Marc Thiallier. La programmation du festival s’articule autour de l'œuvre de Bach et de la musique allemande.

## Histoire
La démarche de Marc Thiallier, fondateur de l'association Bach en Combrailles, et de François Delhumeau, facteur d'orgues à Baboneix, près de La Chaussade (Creuse) a été de reconstituer l'orgue d'Arnstadt, en s'inspirant très largement du modèle actuel et en allant étudier de près les quelques derniers instruments du facteur Wender dans cette région de Thuringe (Allemagne). 
Ainsi, l'église de Pontaumur se dote d'un instrument exceptionnel le mieux adapté à la musique de Jean-Sébastien Bach. Construit en dix-huit mois (2002-2003), il est inauguré le 1er février 2004 par Marie-Claire Alain et Gottfried Preller, organiste à Arnstadt. De nombreux solistes viennent toucher l’instrument de Pontaumur comme Gustav Leonhardt (Pays-Bas), Michael Radulescu (Autriche), Jean-Charles Ablitzer (France), Olivier Vernet (France), Helga Schauerte-Maubouet (France), Peter van Dijk (Pays-Bas), etc. Des visites de l'orgue sont organisées régulièrement en milieu scolaire, pour les habitants de la région ou les touristes de passage. Le prix de l'Auvergnat de l'année 2001-2002, destiné à promouvoir une action novatrice particulièrement marquante, est décerné à son fondateur Jean-Marc Thiallier et remis le 30 septembre 2002 à Clermont-Ferrand par Valéry Giscard d'Estaing. 
En 2006, Helga Schauerte-Maubouet fonde au sein du Festival une académie d'orgue qu'elle dirige pendant 14 ans. 

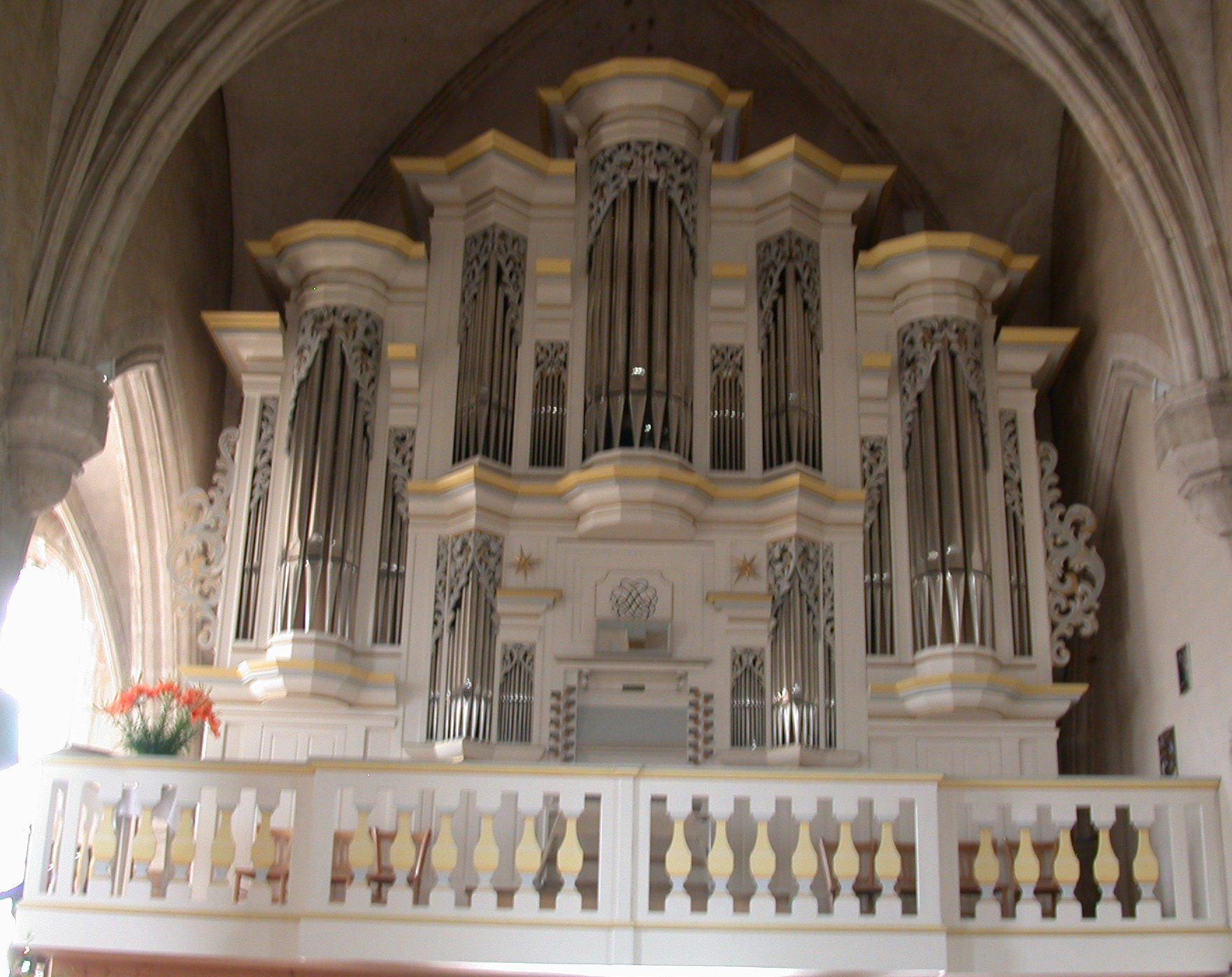
L'orgue de Pontaumur, réplique de celui d'Arnstadt (Thuringe)

Après la disparition tragique du fondateur en 2004, Patrick Ayrton (nl) (claveciniste, organiste, chef et musicologue) assure la direction artistique du festival tandis que Gilles Cantagrel présente tous les concerts et propose plusieurs conférences. En 2015, Patrick Ayrton et Gilles Cantagrel décident de transmettre le projet à une nouvelle équipe. 
Vincent Morel est alors nommé à la direction artistique sur la base d'un important programme de développement et la collaboration plus régulière avec des artistes en résidence (Jean-Luc Ho 2017-2019, l'ensemble Les Timbres 2020-2023) En août 2019, le festival célèbre ses 20 ans, à cette occasion le festival passe commande d'une cantate à Philippe Hersant. La Cantate Nun Komm, commande du festival Bach en Combrailles, est créée le 17 août 2019 sous la direction de Lionel Sow avec le chœur Sequenza 9.3, l'ensemble Les Timbres et Nicolas Bucher au grand-orgue.
En 2025 le Conseil d’administration, avec l’appui de la Neue Bachgesellschaft, choisit pour lui succéder Julien Caron qui a dirigé de 2012 à 2022 le Festival de musique de La Chaise-Dieu, avant de rejoindre Les Musiciens du Louvre dont il est délégué général,.

## Les lieux du festival
Ce festival se déroule, en principe, la deuxième semaine du mois d'août et concerne, non seulement, la ville de Pontaumur mais, aussi, les petites églises des Combrailles comme : Herment, Landogne, Miremont, Le Montel-de-Gelat, Villossanges, etc.

## Fréquentation
| 1999  | 2004  | 2017  | 2019  | - |
| ----- | ----- | ----- | ----- | - |
| 1 000 | 5 000 | 3 990 | 4 500 | - |

Le festival réunit chaque année entre 3000 et 5000 festivaliers pour une vingtaine d’événements sur une semaine (concerts, auditions d’orgue, nocturnes, café-Bach…).
Entre 2016 et 2023 le festival est passé de 36 à 49% du public qui vient du Puy-de-Dôme, alors que la moyenne nationale est plutôt autour de 32-33% de festivaliers qui viennent du territoire.

## Discographie
- Intégrale de l'œuvre de Bach, volume 1 : premier enregistrement sur l'orgue de Pontaumur par Helga Schauerte-Maubouet (Syrius, 2005),
- Le souffle de Bach : programme du concert inaugural enregistré le 31 janvier 2004 à Pontaumur,
- Bach en famille avec à l'orgue de Pontaumur François Clément (IRT Musique 2008).